# Silvano Santander
Silvano Santander (Helvecia, 5 de mayo de 1895 - Paraná, 8 de mayo de 1971) fue un político argentino que se destacó como diputado nacional y embajador. Era un gran admirador y amigo de Hipólito Yrigoyen, con quien compartía su ideología de centro-izquierda, socioliberal y antifascista. Fue una figura relevante de la Unión Cívica Radical, perteneciente a la Unión Cívica Radical del Pueblo (UCRP).

## Biografía
En su juventud fue un operario de telégrafo. Simpatizante del partido comunista durante sus primeros años en la política se alejó por discrepancias con su deriva autoritaria, antes de pasar a formar parte de la Unión Cívica Radical identificado con su corriente socialdemocrática y participando en su lucha y oposición contra la oligarquía.
"Siempre fue radical, siempre fue republicano y siempre fue antifascista. Demás está decir que fue un crítico severo del comunismo y aún se conservan sus escritos contra los crímenes de Stalin. En tribunas, en diarios locales, siempre dijo lo mismo: En la UCR hay lugar para todas las ideas, menos para las totalitarias. No se puede ser radical y comunista; o radical y fascista". Digno exponente del liberalismo social de su época, fue anticlerical y masón" Rogelio Alaniz 
Tuvo una activa participación en la organización del radicalismo durante la primera presidencia de Hipólito Yrigoyen, el primer presidente de la Unión Cívica Radical, de quien era admirador y amigo. A dicho partido le iba a dedicar todo el resto de su vida política, y tuvo una participación y militancia activa en la campaña presidencial que llevaría a Yrigoyen a su primer mandato.
Tras el golpe de Estado de 1930 fue arrestado en reiteradas oportunidades, víctima de la persecución política del General José Félix Uriburu, ya que no ocultaba su oposición a la dictadura militar, a la cual solía atacar de forma enfática y verborrágica. Además la acusó de haber sido organizada por los grupos oligárquicos conservadores, resentidos por haber perdido su poder e influencia, y estimulada por las grandes potencias económicas mundiales debido a las medidas tomadas por Yrigoyen y Alvear, que atentaban contra sus intereses económicos (como la fundación de Yacimientos Petrolíferos Fiscales, la creación de líneas ferroviarias estatales, su apoyo a la Reforma Universitaria y la sanción de leyes de protección a la clase media y obrera), tal y como manifiesta en su libro "Yo acusé a la Dictadura". Tanto los estudiantes como la clase obrera se manifestaron en contra del gobierno de facto y Santander fue el principal impulsor del sector yrigoyenista para la reunificación de la UCR, ocurrida en 1935. Ese año fue elegido diputado provincial.
Al estallar la guerra civil española organizó una campaña contraria al sector fascista de Franco, en la que también participaron Ernesto Sammartino, Carlos Perette, Arturo Illia y otros dirigentes radicales. En 1940 fue elegido como diputado Nacional. Mantuvo su actividad antifascista después del golpe de Estado de 1943, atacando a los simpatizantes del Eje en el gobierno, y a cualquiera que no se pronunciara abiertamente enemigo del fascismo y del nazismo, con lo que terminó por atacar a casi todo el gobierno, y sufrió repetidos arrestos por esta causa. Por este motivo participó de la organización de la llamada Marcha de la Constitución y la Libertad, de septiembre de 1945.
Fue nuevamente elegido diputado nacional en 1946, y se destacó como uno de los legisladores más opositores al gobierno peronista, ya que condenaba el hecho de que Juan Domingo Perón hubiese participado de dos Golpes de Estado: el del 30' y el del 43', además de pertenecer al grupo militar del GOU, una logia militar de carácter nacionalista y anticomunista. En 1950 fue candidato a gobernador de su provincia, siendo derrotado por el candidato peronista Ramón Albariño. Formó parte del Movimiento de Unidad Radical, conocidos como los unionistas, entre los que se encontraba Miguel Ángel Zavala Ortiz, Mauricio Yadarola, Arturo Illia, Carlos Perette y otros, dirigidos por Ricardo Balbín y Arturo Frondizi. 
Santander acusaba a Perón de haber manifestado simpatía por ciertas características del fascismo, Afirmaba que lo que Perón llamaba tercera posición no era más que un intento de implantar el modelo fascista autoritario de Mussolini, sobre cuya ideología y régimen había afirmado que era "un ensayo de socialismo nacional, ni marxista ni dogmático".
Sus cuestionamientos al gobierno, al que tildaba de fascista, y contra el cual lanzaba acusaciones muy duras, le valieron ser expulsado de su banca en una sesión especial del 19 de diciembre de 1951.  Mientras Santander se encontraba en una reunión del partido en el Hotel Castelar de Buenos Aires, logró escapar a duras penas de otro arresto y, temiendo por su vida, se exilió en Montevideo.
Allí continuó sus cuestionamientos contra Perón y su gobierno. Criticó al gobierno de Perón por su censura y persecución hacia la oposición, y publicó "Técnica de una traición: Agentes del nazismo en la Argentina", que fue publicado en Buenos Aires a su regreso. En este libro atacó no solamente a Perón, sino a varios oficiales del Ejército Argentino, intentando demostrar su implicación en el ingreso al país de numerosos criminales de guerra nazis. El escritor peronista Arturo Jauretche atacó duramente el libro en una respuesta, titulada "Los profetas del odio", acusando a Santander de haberlo escrito a pedido de la CIA. A su vez, el militar general Carlos von der Becke publicó un libro en el que cuestionó la información y las fuentes utilizadas por Santander.
Tras el final de la dictadura que derrocó a Perón, demandó al gobierno de Arturo Frondizi el enjuiciamiento de todos los militares implicados en los Golpes de Estado de 1930, 1943 y 1955. En el 1961 cubrió para un periódico argentino el seguimiento del juicio contra el criminal de guerra nazi Adolf Eichmann, que había sido secuestrado el año anterior en la Argentina.

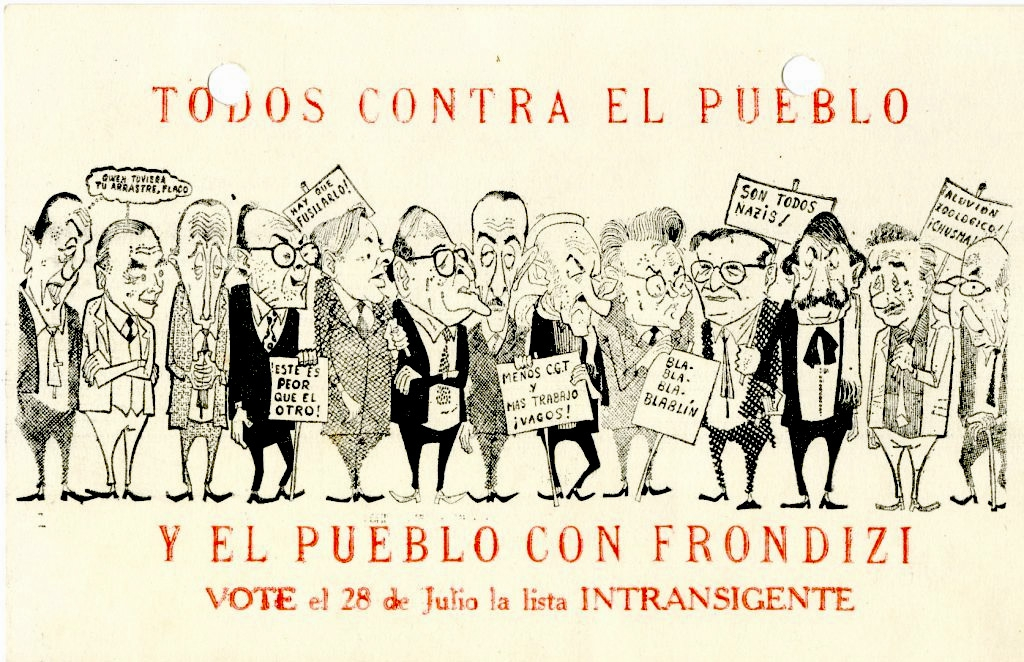
Afiches ridiculizantes de las grandes figuras radicales de la UCR del Pueblo, durante la interna con la UCR Instransigente. En la caricatura a Santander se lo ve con un folleto que dice "Son todos Nazis!", burlándose de sus acusaciones.

Dirigió desde el periódico “El Tiempo” la oposición contra la Unión Cívica Radical Intransigente que gobernaba su provincia. Durante la fragmentación del partido radical en 2 variantes, la Unión Cívica Radical Intransigente (UCRI), liderada por Arturo Frondizi, esta intentó llevar a cabo una campaña de desprestigio contra la Unión Cívica Radical del Pueblo (UCRP) mediante afiches y panfletos ridiculizantes de las grandes figuras radicales de la UCR del Pueblo y otros lideres políticos de izquierda y centro, tales como Ricardo Balbín, Alfredo Palacios, Ernesto Sammartino, Arturo Illia y el mismo Santander entre otros.
Durante la presidencia de Arturo Frondizi, Santander criticó que pese a que en su libro "Petróleo y política" (que publicó Frondizi siendo diputado) afirmaba que se debía lograr el auto-abastecimiento de petróleo por parte del Estado nacional, criticando los contratos petroleros de Perón como una "expresión de la presencia colonial en nuestro país", lo primero que hizo al llegar al poder fue firmar acuerdos petrolíferos con empresas extranjeras de Estados Unidos contrarios a los intereses de la soberanía de recursos naturales del país, además de recurrir a la radicación de empresas multinacionales como único factor de impulso de desarrollo industrial.
En la política provincial entrerriana se opuso al sector liderado por Raúl Uranga al cuál fustigó duramente por sus vínculos con sectores conservadores y del peronismo.  
Fue un gran amigo de Alfredo Palacios, Carlos Perette y Arturo Illia, y remarcaba la humildad, austeridad y compromiso hacia el país de los mismos, además de sus numerosos logros políticos y sociales. En 1963 fue nombrado embajador en México por el presidente Arturo Illia —cuyo vicepresidente fue Carlos Perette, otro paranaense— cargo al que renunció tras el golpe de Estado de 1966.
Fue un destacado miembro de la Masonería, siendo miembro de diferentes logias dependientes de la Gran Logia Argentina, tanto en la ciudad de Paraná, Entre Ríos como en la Ciudad de Buenos Aires. Fue miembro de la Logia "Cosmopolita N° 271" la que llegó a presidir y promotor de la creación de la Logia Justo José de Urquiza N 192, también de Paraná (heredera de la logia "Reforma" de Rosario), la que no logró integrar por su fallecimiento, aunque si lo hizo su hijo homónimo.
Falleció en Paraná el 8 de mayo de 1971. Sus restos se encuentran en el Cementerio de la Recoleta, en Capital Federal.

## Homenajes
- Una calle de Paraná, Entre Ríos, en la Costanera, Barrio Parque, lleva el nombre de Silvano Santander (Dip. Silvano Santander).[17]